# Dasythorax polianus
Dasythorax polianus är en fjärilsart som beskrevs av Otto Staudinger 1889. Dasythorax polianus ingår i släktet Dasythorax och familjen nattflyn. Inga underarter finns listade i Catalogue of Life.